# 장석현 (1955년)
장석현(張碩鉉, 1955년 9월 8일~)은 대한민국의 정치인, 기업인이다. 제11대 인천광역시 남동구청장(민선 6기, 2014~2018)을 지냈다.
1955년 9월 8일 충청북도 음성군에서 출생하였다. 2014년 제6회 지방선거에서 새누리당 후보로 출마하여 정의당 소속 배진교 구청장을 제치고 인천 남동구청장에 당선되었다.

## 학력
- 충주교현초등학교 졸업
- 충주중학교 졸업
- 용산철도고등학교 졸업
- ~1977 경기공업전문학교 기계과 졸업
- ~2002 남서울대학교 산업공학과 학사
- ~2003 인하대학교 행정대학원 정책학 석사
- 남서울대학교 대학원 산업경영공학 박사

## 경력
- 1980.3~1986.4: 보루내오 인천본사 계장
- 2009: 국민희망포럼 봉사단장
- 2010: 남서울대학교 산업경영공학과 겸임교수
- 2010: 새누리당 인천시당 부위원장
- 2011.2: 국제기능올림픽선수협회 부회장
- 박근혜 대통령후보 중앙선대위 국민소통본부 국민희망네트워크 본부장
- 2012: 민주평화통일자문회의 자문위원
- 2013: 바르게살기운동 중앙협의회 부회장
- 2013: 한국산업단지 남동공단경영자협의회 부회장
- 2013: 인천장애인총연합회 고문
- 2014.07~2018.06: 인천광역시 남동구청장
- 2018.10~2020.02: 자유한국당 인천시당 지역대표 전국위원

## 전과
- 대기환경보전법위반: 벌금 3,000,000원 - 2003년 1월 2일 선고[1]
- 공직선거법위반: 벌금 1,200,000원 - 2018년 1월 12일 선고[1]
- 직권남용권리행사방해, 업무상배임, 재물손괴, 건축법위반, 도시공원및녹지등에관한법률위반: 징역 1년, 집행유예 2년 - 2020년 9월 25일 선고[1]

## 역대 선거 결과
|  | 50.28% |

|  | 2.77% |